# 삼봉초등학교 (충남)
삼봉초등학교는 대한민국 충청남도 당진시에 있는 공립 초등학교이다.

## 학교 연혁
- 1936년 6월 15일: 석문공립보통학교 부설 삼봉간이학교 설립
- 1948년 1월 1일: 삼봉국민학교 승격 개교
- 1959년 4월 3일: 초락국민학교 승격 분리
- 1968년 3월 1일: 난지국민학교 승격 분리

## 참고 자료
- 삼봉초등학교 - 한국교육학술정보원 학교알리미